# 義王駅
義王駅（ウィワンえき）は、大韓民国京畿道義王市三洞にある、韓国鉄道公社（KORAIL）の駅。韓国交通大学校という副駅名をもつ。

## 接続する路線
乗り入れている路線は、旅客営業を行っていない路線を含めると、線路名称上は京釜線と南部貨物基地線の2路線。このうち旅客駅に停車するのは、京釜線の電車線で運行される京釜電鉄線（首都圏電鉄1号線）の電車のみである。駅番号は(P152)。

## 駅構造

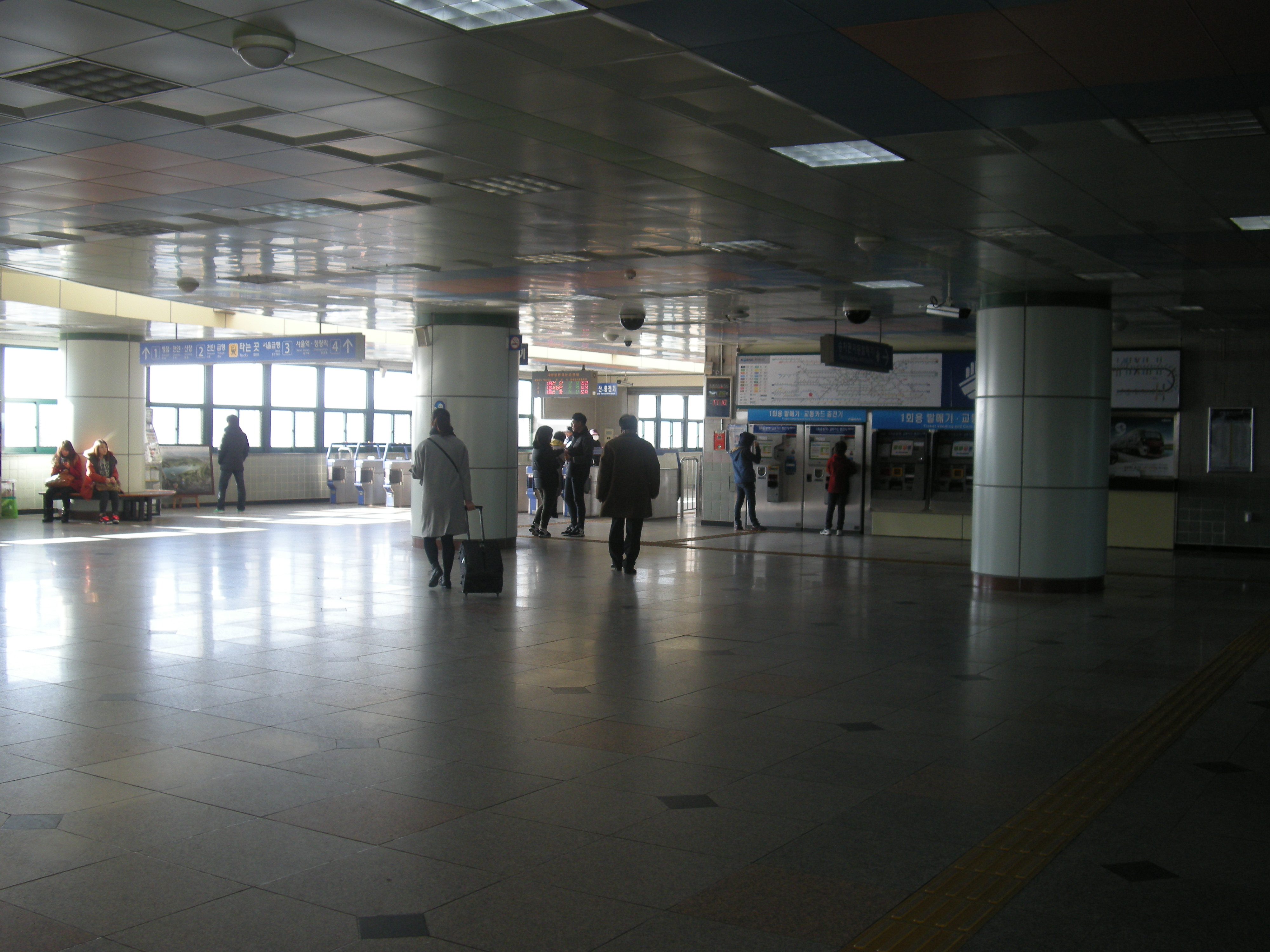
改札階（2014年撮影）

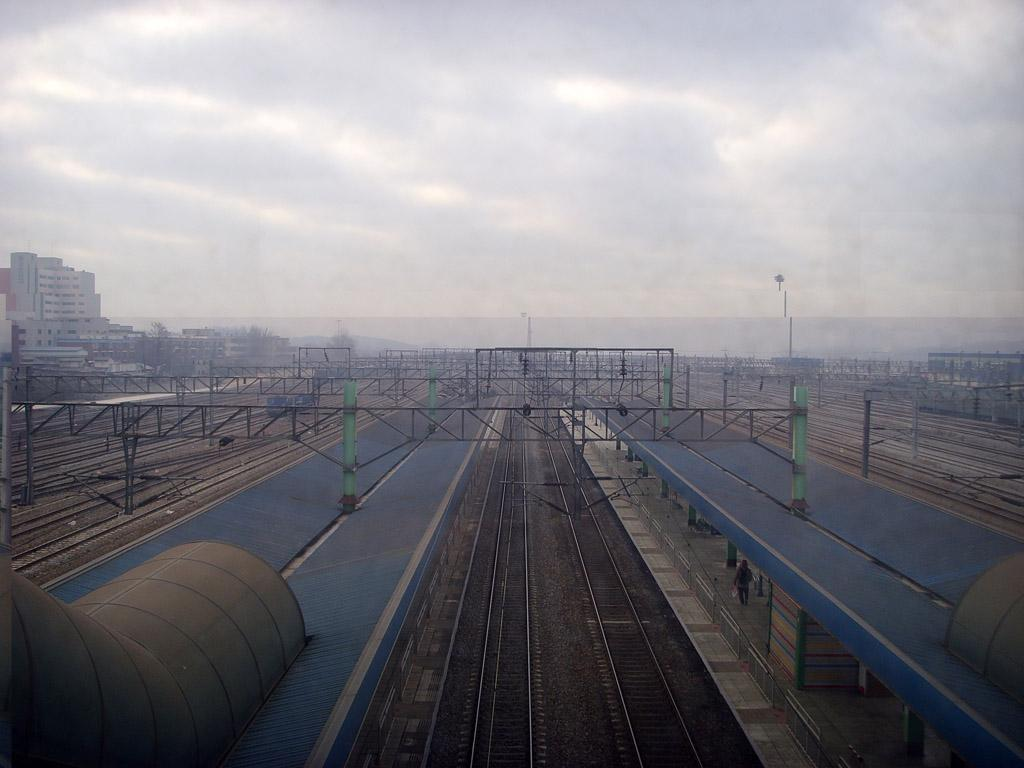
ホーム全景（2007年撮影）

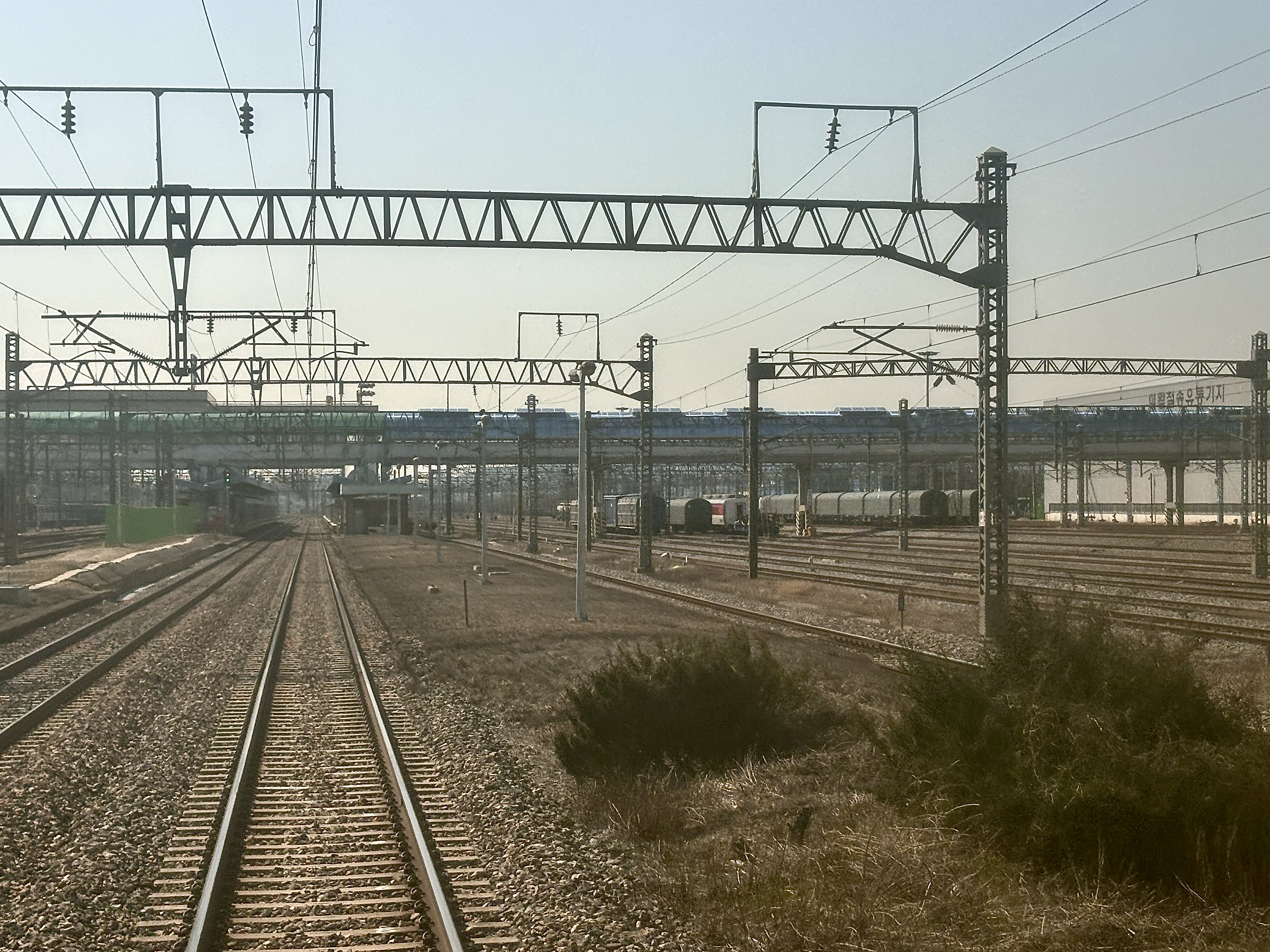
義王駅と富谷車両事業所

島式ホーム2面4線を有する地上駅で、橋上駅舎を持つ。電鉄線ホームは高床ホームであるが、ホームソウル方（北側）はかつてトンイル号が停車していた低床ホームとなっており、高さが異なる。なお、低床ホームは現在使用されておらず、立ち入りも不可能。ホーム両側に富谷車両事業所の線路が数線ある。
出口は1番（駅西側）と2番（駅東側）の2ヶ所ある。

### のりば
| 1 | 京釜電鉄線 | 緩行 餅店・西東灘・天安・新昌方面     |
| 2 | 京釜電鉄線 | 急行 水原・餅店・平沢・天安方面       |
| 3 | 京釜電鉄線 | 急行 九老・ソウル・清凉里方面         |
| 4 | 京釜電鉄線 | 緩行 九老・ソウル・清凉里・光云大方面 |

## 利用状況
近年の一日平均乗車人員推移は下記の通り。
| 路線       | 乗車人員 | 乗車人員 | 乗車人員 | 乗車人員 | 乗車人員 | 乗車人員 | 乗車人員 | 乗車人員 | 乗車人員 | 乗車人員 | 乗車人員 | 注 釈 |
| 路線       | 2000年   | 2001年   | 2002年   | 2003年   | 2004年   | 2005年   | 2006年   | 2007年   | 2008年   | 2009年   | 2010年   | 注 釈 |
| ---------- | -------- | -------- | -------- | -------- | -------- | -------- | -------- | -------- | -------- | -------- | -------- | ----- |
| 京釜電鉄線 | 5829     | 6545     | 7358     | 8073     | 6191     | 6286     | 6603     | 6688     | 7151     | 7279     | 7783     | [ 1 ] |

## 駅周辺
1番出口
- 軍浦富谷宅地地区（富谷ヒューマンシア）
- 軍浦中央高等学校（朝鮮語版）
- 富谷中央中学校
- 富谷中央初等学校
- 富谷貨物ターミナル
- 旺松貯水池（朝鮮語版）

2番出口
- 義王高等学校（朝鮮語版）
- 義王富谷中学校
- 義王徳成初等学校
- 義王富谷初等学校
- 鉄道博物館
- 鉄道行政研修院
- 韓国鉄道技術研究院
- 韓国交通大学校 義王キャンパス
- 韓国鉄道人材開発院

## 路線バス
1番出口
- 安養市内バス：22, 52-1, 55
- 軍浦マウルバス：7
- 義王マウルバス：09

2番出口
- 義王市直行座席バス：G3900
- 安養市内バス：1-1, 1-2, 1-5, 5, 5-2, 52-1
- 軍浦タボクバス：100, 100-1
- 義王マウルバス：02, 07-1, 09

## 歴史
- 1944年5月1日 - 富谷駅（부곡역）として開業。
- 1964年11月21日 - 配置簡易駅から普通駅に変更。[2]
- 1974年8月15日 - 京釜電鉄線が開業。
- 1984年7月20日 - 南部貨物基地線が開業。
- 1999年6月1日 - トンイル号の当駅での客扱いを廃止。
- 2002年2月17日 - 新駅舎開業。
- 2004年6月25日 - 儀旺市の費用負担で富谷駅を儀旺駅へと改称。
- 2007年2月20日 - 義王市の漢字表記変更に伴い当駅の漢字表記を儀旺駅から義王駅へ変更[3]。
- 2012年9月 - 韓国鉄道大学が韓国交通大学校に統合されたため、副駅名を鉄道大学（철도대학）から韓国交通大学校（한국교통대학교）に変更。

## 隣の駅
韓国鉄道公社　
京釜電鉄線　
急行　
衿井駅 (P149) - (義王駅 (P152)平日ラッシュ時のみ) - 成均館大駅 (P153)
緩行　
堂井駅 (P151) - 義王駅 (P152) - 成均館大駅 (P153)　
南部貨物基地線（貨物線）　
義王駅 - 五峯駅